# داشلي بلاغ
داشلي بلاغ (بالفارسية: داشلی‌بلاغ) هي قرية تقع في قسم ببه‌جيك (مقاطعة تشالدران) في إيران.